# Mesoplophoridae
Mesoplophoridae zijn  een familie van mijten. Bij de familie zijn 3 geslachten met circa 40 soorten ingedeeld.